# تپه ملک‌آباد (تربت جام)
تپه ملک‌آباد مربوط به سده ۷ تا ۹ ه است و در شهرستان تربت جام واقع شده و این اثر در تاریخ ۱۳ بهمن ۱۳۸۸ با شمارهٔ ثبت ۲۹۰۶۱ به‌عنوان یکی از آثار ملی ایران به ثبت رسیده‌است.